# Stanisław Bukowski (działacz Stronnictwa Pracy)
Stanisław Bukowski (ur. 9 kwietnia 1898 w Krasnodarze, zm. w 1976) – polski dziennikarz i działacz chrześcijańsko-demokratyczny, poseł do Krajowej Rady Narodowej (1945–1946).

## Życiorys
Urodził się w rodzinie polskich fabrykantów z Kaukazu. Z zawodu był technikiem oraz dziennikarzem. W czasie II wojny światowej działał w Unii oraz Stronnictwie Pracy. Wziął udział w powstaniu warszawskim. W latach 1945–1946 zasiadał w Krajowej Radzie Narodowej, gdzie był przewodniczącym Komisji Wyznaniowo-Narodowościowej. Z KRN został usunięty we wrześniu 1946. Od 1946 do 1947 pełnił obowiązki sekretarza ZG SP. W 1947 sądzony w sfingowanym procesie i skazany po czterech latach na 15 lat więzienia, od 1948 do 1956 więziony.